# Paul Guillaume (psychologue)
Pour les articles homonymes, voir Paul Guillaume et Guillaume.
Paul Guillaume, né à Chaumont le 26 juin 1878 et mort à Lannes le 4 janvier 1962, est un psychologue, principal représentant français de la théorie de la Gestalt.

## Biographie
Licencié ès lettres et agrégé de philosophie, il était disciple, aux côtés d'Henri Piéron, du philosophe Émile Meyerson et étudia aussi la physiologie auprès d'Albert Dastre. Ainsi, dès 1923, il fit connaître au monde francophone les recherches de Wolfgang Köhler sur la psychologie des singes anthropoïdes, par la traduction en 1927 de l'essai Intelligenzprüfungen. Simultanément, il préparait sa thèse sur Le langage chez l'Enfant (1925), tout en collaborant au Journal de Psychologie, où il diffusait la théorie nouvelle de la psychologie de la forme. Il résume ainsi cette dernière théorie dans son ouvrage de synthèse (1937) : « Une forme est une autre chose ou quelque chose de plus que la somme de ses parties. Elle a des propriétés qui ne résultent pas de la simple addition de ses éléments… »
Malgré la rédaction de plusieurs manuels de pédagogie et de psychologie, la direction d'une collection aux éditions Vrin et les démarches de ses collègues, il ne put obtenir de poste à l'université qu'à partir de 1937, peu de temps avant sa retraite. Il y a enseigné la psychologie pédagogique. Guillaume avait passé l'essentiel de sa carrière comme professeur de philosophie au lycée d'Alger. Mis à la retraite d'office en 1946, il poursuivit sa collaboration avec L'Année psychologique et le Journal de psychologie jusqu'en 1949.

## Principales publications
- L’imitation chez l’enfant (Alcan, 1925)
- La formation des habitudes (Alcan, 1936)
- La psychologie de la forme (Flammarion, Bibliothèque de philosophie scientifique, 1937)
- La psychologie animale (Colin, 1940)
- La psychologie de l’enfant en 1938-1939 (Hermann, 1941)
- La psychologie des singes (Presses Universitaires, 1942)
- Introduction à la psychologie (Vrin, 1943).